# ざきのすけ。
ざきのすけ。は、日本のシンガーソングライター、ラッパー。2025年4月28日にYUSIIへ改名した。

## 来歴

### 生い立ち
2001年生まれ。北海道札幌市出身。音楽が身近な家庭に生まれ、小学生のときに父親の勧めで近所のジャズ教室でドラムを習い始める。同時期にギターを独学で弾き始め、中学生の頃にはバンドでギターボーカルを担当する。また、鎮座DOPENESSの音楽に出会ったことからラップや曲作りを開始する。

### ざきのすけ。
高校在学中にミュージック・ビデオ、音源を発表しはじめ、2019年、大学に進学せずに音楽とバイトを両立させて生活する決心をする。「ざきのすけ。」の名前は本名の一部の「ざき」と、芥川龍之介の「のすけ」、および句点より成る。
2019年7月20日に放送されたテレビ神奈川の番組『ジロッケン環七フィーバー』の「札幌新世代特集」で6組のアーティストのうちの1人として紹介される。
2021年、YouTubeチャンネル「THE FIRST TAKE」の一発撮りオーディションプログラムに登場しファイナリスト4組のうちの1人に選出され、ゲスト選考委員の亀田誠治、ハマ・オカモトから高く評価される。
2021年11月、北海道から東京に上京する。2022年5月、配信による1stEP『Identification』をリリースする。
2022年10月には配信シングル「In the Cell」をリリース、2022年12月にはJ-WAVEの番組『SONAR MUSIC』内のコーナー「RECRUIT OPPORTUNITY FOR MUSIC」に出演、26、27日にオンエアされた。
2023年4月17日より放送開始のテレビドラマ『合理的にあり得ない〜探偵・上水流涼子の解明〜』の主題歌に楽曲「彼は誰どき」が採用される。ソニー・ミュージックレーベルズからメジャー1stシングルとなる「彼は誰どき」を4月24日より配信開始、5月31日にはソニー・ミュージックアソシエイテッドレコーズよりCDが発売された。また自身初となるワンマンライブ「1st ONE MAN LIVE TOUR -NIGHT CRAWLER-」が11月に大阪、12月に東京で開催されることが決定した。
6月11日にニッポン放送で特別番組『ざきのすけ。の“彼は誰どき”の彼は誰?』が放送され、ラジオパーソナリティに初挑戦することが発表された。6月19日からはFM NORTH WAVEで、DJを務める初のラジオレギュラープログラム「Roots Radio in my Room」がスタートした。
7月26日にはメジャー第2弾となるシングル「ヒートアイランド」を配信リリースする。8月にはYouTubeチャンネル「With ensemble」に初登場する。
10月14日より放送開始のテレビドラマ『あたりのキッチン!』の主題歌に楽曲「オレンジ」が採用される。
自身初となるワンマンライブ「1st ONE MAN LIVE TOUR -NIGHT CRAWLER-」が11月25日に大阪、12月3日に東京で開催され、新曲「Midnight Train」「Mawaru」も披露された。
12月24日には、2024年1月7日より放映予定のテレビアニメ『七つの大罪 黙示録の四騎士』の2クール目のエンディングテーマがざきのすけ。の「未完成」であることが発表された。
2024年、7月9日に配信リリースとなる「down under」が、松本まりか主演のテレ東系ドラマプレミア23『夫の家庭を壊すまで』の主題歌に決定した。

### YUSII
2025年4月28日、ざきのすけ。からYUSII（ユーシ）へ改名する。ティザームービーが公開され、プロデューサーとしてRyosuke “Dr.R” Sakaiを迎えた新曲「OMOKAGE」がJ-WAVE『GRAND MARQUEE』で初オンエアされることが報告された。5月7日、YUSIIとしてのデビュー曲「OMOKAGE」がリリースされ、ミュージックビデオも公開された。

## ディスコグラフィ

### 配信（メジャーデビュー前）
| 発売日         | タイトル                | 規格品番       | 備考                                          |
| -------------- | ----------------------- | -------------- | --------------------------------------------- |
| 2019年9月28日  | The gifted...?          | zakinosuke-007 |                                               |
| 2020年2月15日  | Feel Like               | zakinosuke-002 |                                               |
| 2020年3月27日  | Clay                    | zakinosuke-003 |                                               |
| 2020年4月29日  | Turn around             | zakinosuke-004 |                                               |
| 2020年6月17日  | Infection / Take a Risk | zakinosuke-005 | Infection / Take a Riskの2曲                  |
| 2021年3月19日  | 陶酔                    | zakinosuke-006 |                                               |
| 2021年6月26日  | MINT                    | zakinosuke-008 |                                               |
| 2022年3月23日  | Bipolar                 | zakinosuke-009 |                                               |
| 2022年4月27日  | CASSIS                  | zakinosuke-010 |                                               |
| 2022年5月25日  | Identification          | zakinosuke-011 | Bipolar / CASSIS / Launch / Finger Magicの4曲 |
| 2022年11月16日 | In the Cell             | zakinosuke-013 |                                               |

### 配信シングル
| 発売日            | タイトル          | 規格品番          | 備考                                                                      |
| ざきのすけ。 名義 | ざきのすけ。 名義 | ざきのすけ。 名義 | ざきのすけ。 名義                                                         |
| ----------------- | ----------------- | ----------------- | ------------------------------------------------------------------------- |
| 2023年4月24日     | 彼は誰どき        | AIXX02335B00Z     | 『合理的にあり得ない〜探偵・上水流涼子の解明〜』主題歌                    |
| 2023年5月31日     | 彼は誰どき        | AICL04389B00Z     | 「彼は誰どき」「丸ノ内サディスティック」「彼は誰どき-instrumental-」の3曲 |
| 2023年7月26日     | ヒートアイランド  | AIXX02382B00Z     |                                                                           |
| 2023年10月27日    | オレンジ          | AIXX02439B00Z     | 『あたりのキッチン!』主題歌                                               |
| 2024年1月7日      | 未完成            | AIXX02490B00Z     | 『七つの大罪 黙示録の四騎士』第2クールエンディングテーマ                  |
| 2024年7月9日      | down under        | AIXX02590B00Z     | 『夫の家庭を壊すまで』主題歌                                              |
| YUSII 名義        |                   |                   |                                                                           |
| 2025年5月7日      | OMOKAGE           | AIXX02717B01A     |                                                                           |

### CDシングル
| 発売日        | タイトル   | 規格品番  | 収録曲                                                           | 備考 |
| ------------- | ---------- | --------- | ---------------------------------------------------------------- | --- |
| 2023年5月31日 | 彼は誰どき | AICL-4389 | - 彼は誰どき - 丸ノ内サディスティック - 彼は誰どき-instrumental- | 『合理的にあり得ない〜探偵・上水流涼子の解明〜』主題歌。 カップリング曲は椎名林檎「丸ノ内サディスティック」のカバー。 |
| 2024年2月28日 | 未完成     | AICL-4529 | - 未完成 - Twinkle - 色彩のブルース - 未完成 ‒Instrumental-      | |

## 出演

### ラジオ番組
- Roots Radio in my Room（FM NORTH WAVE、2023年6月19日 - 2025年3月27日、番組DJ）[23][50]

## ライブ

### ワンマンライブ
- 1st ONE MAN LIVE TOUR -NIGHT CRAWLER-（2023年11月25日、大阪府 HOLY MOUNTAIN / 2023年12月2日、東京都 渋谷 TOKIO TOKYO）[27][51]
- 2nd ONEMAN LIVE「Against Angst」（2024年12月29日、東京・Shibuya eggman）[52][53]